# Satomi Yoshitaka
Satomi Yoshihiro (里見義堯?; 1512 – 19 giugno 1574) è stato un daimyō del clan Satomi durante il periodo Sengoku.
Yoshihiro fu il figlio maggiore di Satomi Sanetaka. Era lontano da casa quando suo padre fu improvvisamente attaccato e forzato a commettere seppuku da Yoshitoyo, ed immediatamente iniziò a pianificare la vendetta. Raggruppò i servitori leali e mandò un messaggio agli Hōjō di Sagami per chiedere aiuto. Nel 1534 le forze di Yoshitaka attaccarono il Castello di Inamura e costrinsero Yoshitoyo al suicidio. Poco tempo più tardi le relazioni tra Yoshitaka e gli Hōjō si deteriorarono. Si alleò con Ashikaga Yoshiaki ma furono sconfitti nel 1538 nella battaglia di Kōnodai da Hōjō Ujitsuna. Yoshitaka si riprese dalla sua sconfitta a Kōnodai e fu in grado di respingere un tentativo di Hōjō Ujitsuna di penetrare nella provincia di Awa nel 1540. Approfittò della guerra civile tra i vicini del clan Takeda per consolidare la sua posizione nella penisola di Bōsō nel 1553 conquistando il Castello di Shiizu e costringendo Takeda Nobumasa al suicidio. Nel 1560 le sue terre furono attaccate dagli Hōjō e chiese aiuto a Uesugi Kenshin, che rispose guidando un attacco nel Kantō che si concluse con l'Assedio di Odawara del 1561.
Morì al castello di Kuruji nel 1574 all'età di 68 anni.